# Pink Sparkle (EP)
Pink Sparkle promotivni je EP australske pjevačice Kylie Minogue. U srpnju 2010. godine u pojedinim britanskim dućanima dobivao se besplatno uz primjerak parfema istog naziva. Na njemu je jedna pjesma s albuma Aphrodite, b-strana singla "All the Lovers" i tri pjesme snimljene uživo u New Yorku koje su prije objavljene na albumu Kylie Live in New York.

## Popis pjesama
| Br. | Skladba                                                        | Trajanje |
| --- | -------------------------------------------------------------- | -------- |
| 1.  | »Can't Beat the Feeling«                                       | 4:10     |
| 2.  | »Go Hard or Go Home«                                           | 3:43     |
| 3.  | »Boombox" / "Can't Get You Out of My Head« (uživo u New Yorku) | 5:03     |
| 4.  | »Speakerphone« (uživo u New Yorku)                             | 4:46     |
| 5.  | »I Believe in You« (uživo u New Yorku)                         | 3:03     |